# Пиш
Пиш (на полски: Pisz; на немски: Johannisburg; пруски: Pīsis) е град в Североизточна Полша, Варминско-Мазурско войводство. Административен център е на Писки окръг, както и на градско-селската Писка община. Заема площ от 10,08 км2.
 Към 2010 година населението му възлиза на 19439 души.